# Franck Moussa
Franck Moussa (Bruselas, Bélgica, 24 de julio de 1989) es un futbolista belga de ascendencia congoleña. Juega de volante y actualmente es un agente libre. Su último club fue el Gillingham Football Club de la Football League One de Inglaterra.

## Clubes
| Club                     | País       | Año       |
| ------------------------ | ---------- | --------- |
| Southend United          | Inglaterra | 2007-2008 |
| Wycombe Wanderers        | Inglaterra | 2008      |
| Southend United          | Inglaterra | 2008-2010 |
| Leicester City           | Inglaterra | 2010-2011 |
| Doncaster Rovers         | Inglaterra | 2011      |
| Leicester City           | Inglaterra | 2011      |
| Chesterfield FC          | Inglaterra | 2012      |
| Coventry City            | Inglaterra | 2012-2014 |
| Charlton Athletic        | Inglaterra | 2014-2016 |
| Southend United          | Inglaterra | 2016      |
| Walsall                  | Inglaterra | 2016-2017 |
| Gillingham Football Club | Inglaterra | 2018      |